# Bulbophyllum mediocre
Espèce
Bulbophyllum mediocre est une espèce de plantes à fleurs de la famille des Orchidaceae et du genre Bulbophyllum. C'est une orchidée endémique des îles de Principe et Sao Tomé.